# Crocidura monax
Crocidura monax — вид ссавців родини Soricidae. Зустрічається в Кенії і Танзанії. Цей вид населяє гірські ліси.